# Mosquée Sidi Gouicem

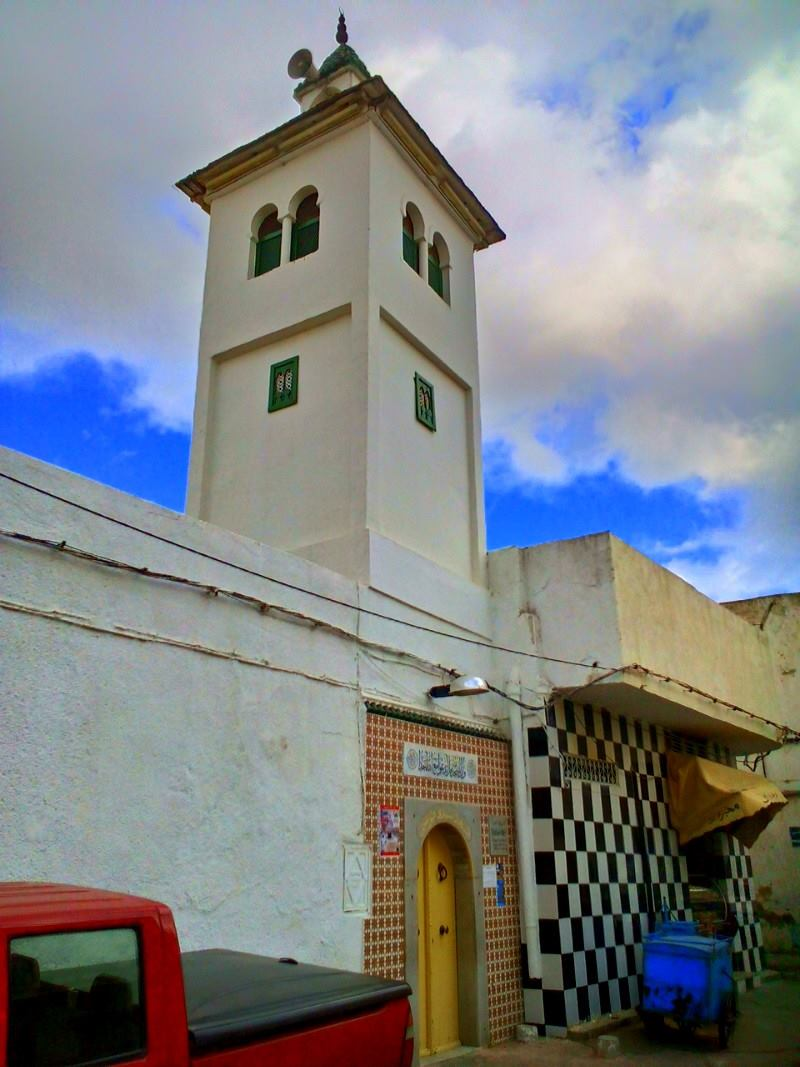
Vue de la mosquée

La mosquée Sidi Gouicem (arabe : مسجد سيدي قويسم) est une mosquée tunisienne située au nord de la médina de Tunis, dans le faubourg de Bab Souika.

## Localisation
Elle se trouve au numéro 39 de la rue Naceur Ben Jâafar.

## Étymologie

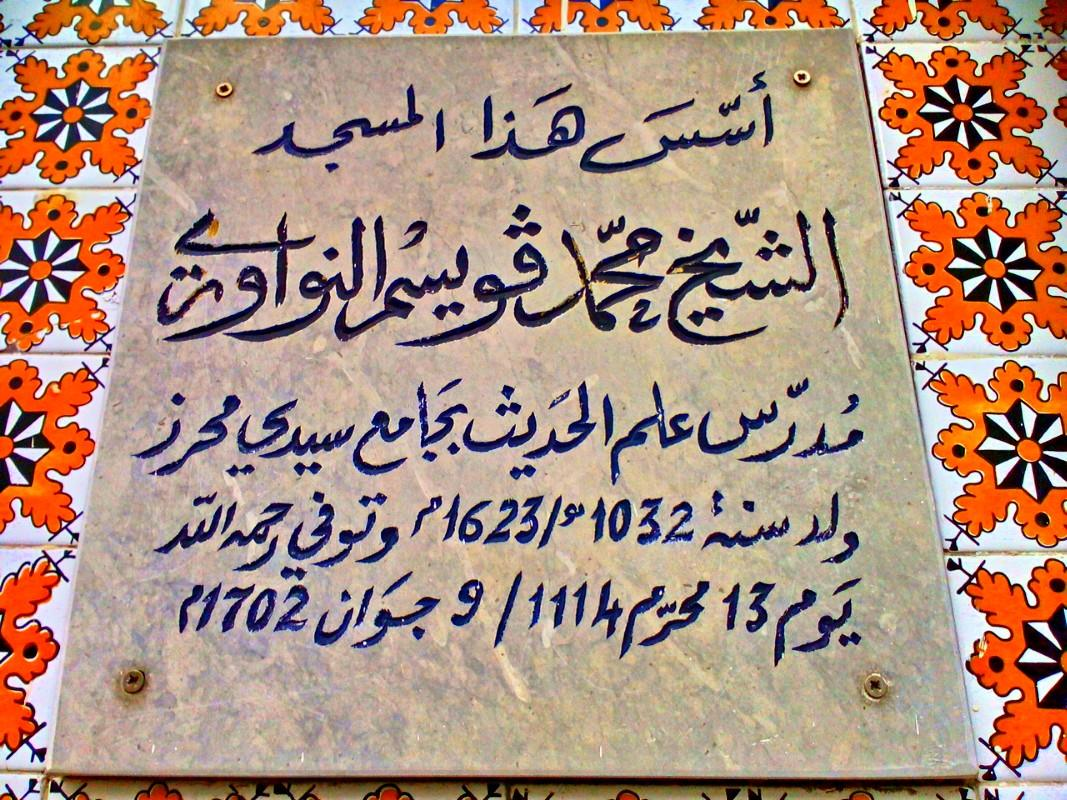
Plaque commémorative indiquant son fondateur et ses dates de naissance et de décès

Elle tire son nom de son fondateur, le cheikh Mohammed Gouicem El Nouaoui (arabe : الشيخ محمد قويسم النواوي), enseignant des hadîths à la mosquée Sidi Mahrez, né en 1623 (1032 de l'hégire) et mort en 1702 (1114 de l'hégire).

## Description
Selon l'historien Mohamed Belkhodja, cet édifice abrite le tombeau de son fondateur, un tombeau sans aucune inscription datant du XVIIIe siècle.

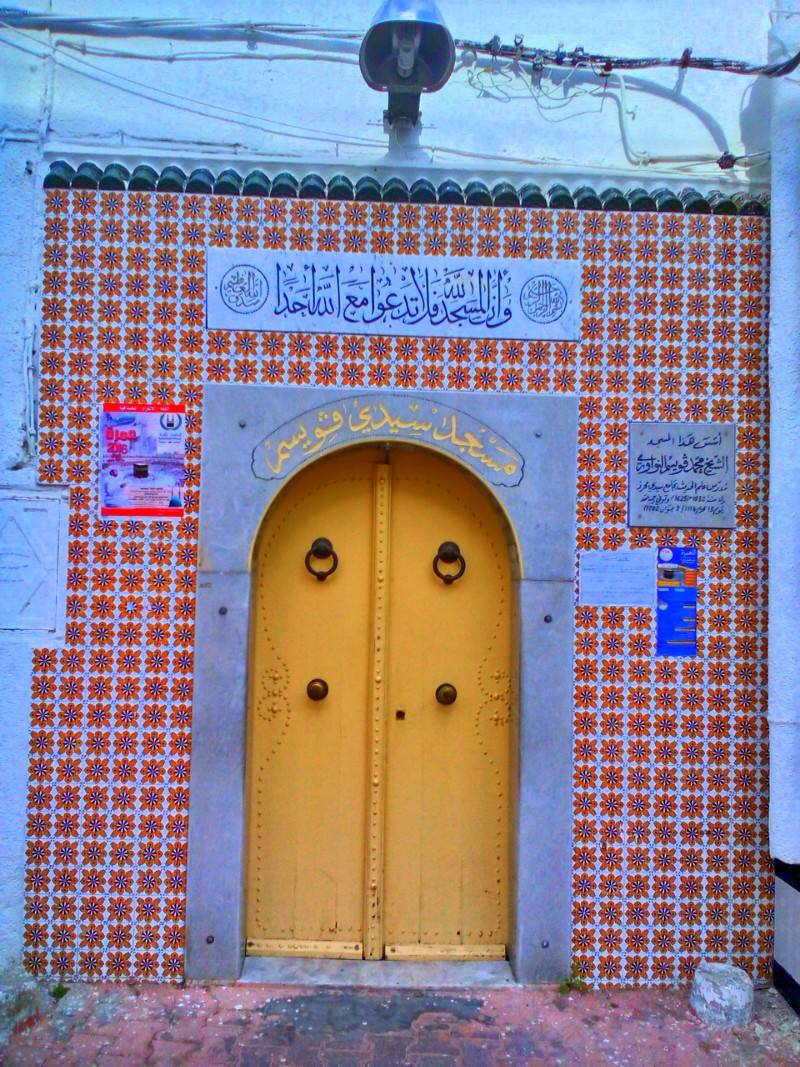
Porte d'entrée
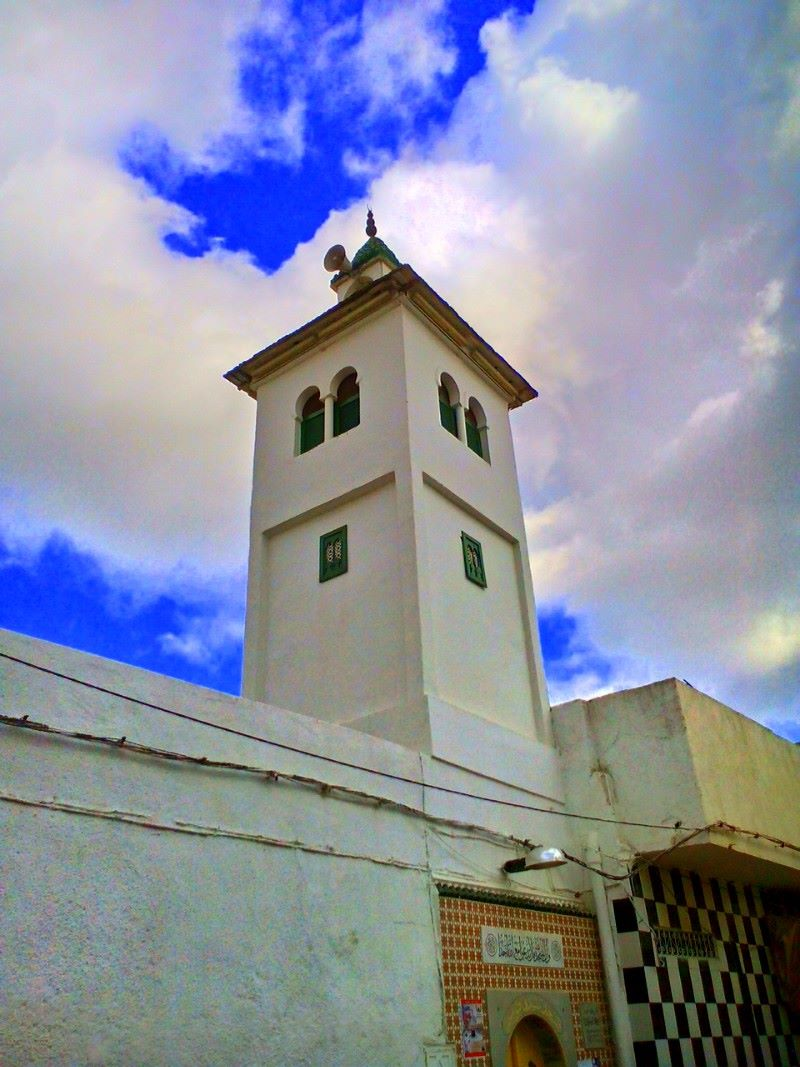
Minaret
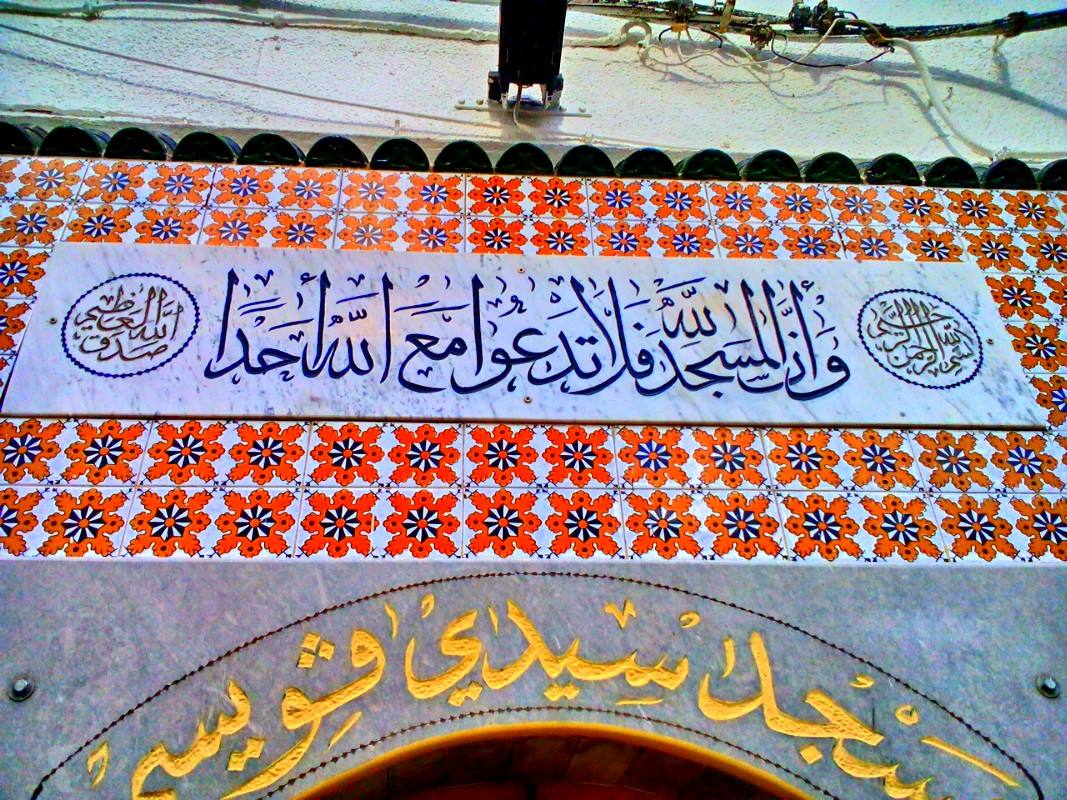
Plaque en marbre marquant une citation du Coran
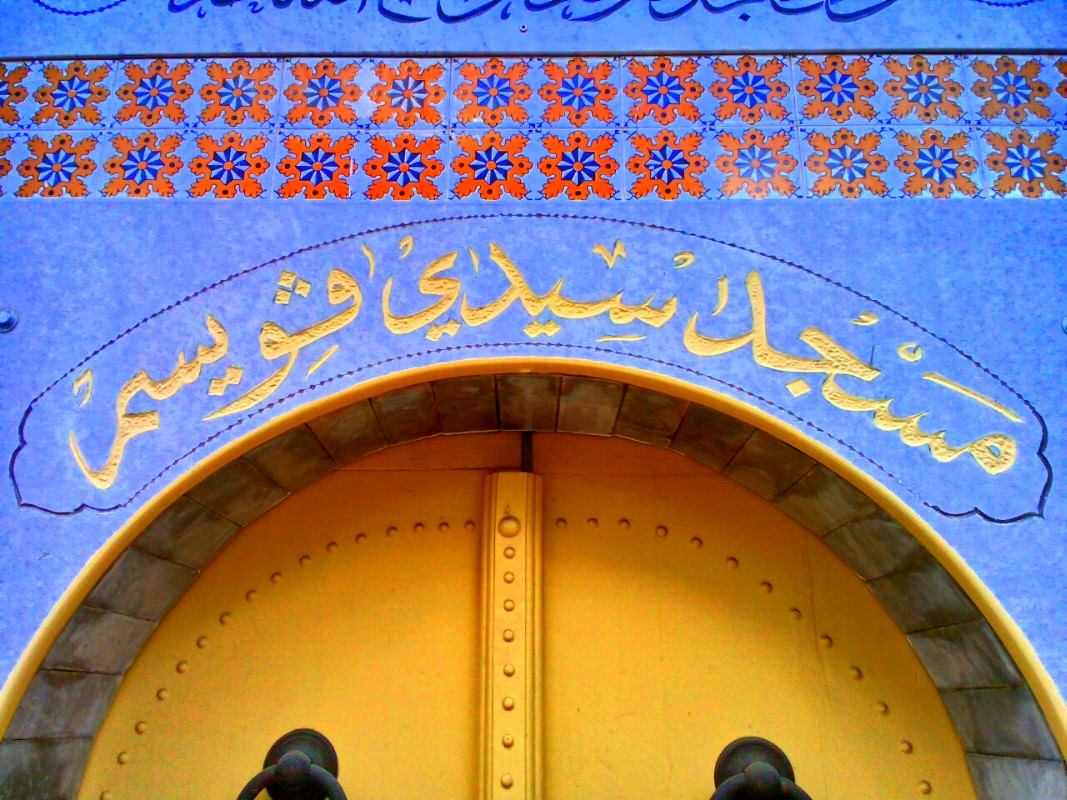
Plaque en marbre indiquant le nom de la mosquée